# Josef Váchal
Josef Váchal (Milavče u Domažlic, 23 de septiembre de 1884–Studeňany u Jičína, 10 de mayo de 1969) fue un pintor, grafista, ilustrador, escultor y escritor checo. Su obra fue influida por el expresionismo, el simbolismo, el naturalismo y el modernismo. Creó la mayoría de su obra durante la época de La Primera República (1918-1938). Las obras más famosas son el libro Krvavý Román (La Novela Sangría) o las ilustraciones hechas para Hrad Smrti (El Castillo de Muerte) de Jakub Deml.  

## Biografía
Váchal fue el hijo de Josef Aleš-Lyžec y Anna Váchalová – sus padres nunca se casaron. Desde su niñez vivió con sus abuelos en Písek, un ciudad en el sur de Bohemia. Allí estudió en el instituto pero lo dejó y en 1898 se trasladó a Praga dónde estudió encuardenación y se hizo amigo de su tío Mikoláš Aleš, un pintor checo. 
En 1900, escribió sus primeros poemas y en 1904 empezó a estudiar en una escuela de pintores privada. En 1910 fundó Sursum, un grupo de arte plástico y literario influido por simbolismo. Váchal tuvo relaciones con los representantes del modernismo católico pero no estaba de acuerdo con la fe cristiana y estaba interesado en el ocultismo. 
Desde 1916 hasta 1918 sirvió como soldado en la Primera Guerra Mundial en la línea Italiana. En la primera mitad de los años 30 fue un miembro de un grupo ateo Volná Myšlenka (Pensamiento Libre) pero después de unos años volvió a la espiriualidad teosófica y católica. Durante 1940 se trasladó de Praga a Studeňany como una muestra de protesta contra la ocupación nazi. Después de la revolución comunista en 1948 estuvo aún más aislado y sus obras fueron rara vez vistas en público. Vivió en la oscuridad con su esposa Anna Macková en Studeňany y poco antes de su muerte en 1969 obtuvo el título de Artista Meritorio. 

## Obra
Váchal se dedicó sobre todo a la obra gráfica visualizando su perspectiva de la manera simple y expresiva. Trató de buscar e implementar nuevas técnicas muy originales, como por ejemplo la xilografía coloreada. Creó sus propios libros ilustrados por la xilografía, los enlazó y los imprimió. Los libros producidos de esta manera como Krvavý Román (La Novela Sangría), Šumava Umírající a Romantická (Šumava moribunda y romántica) o Receptář Barevnho Dřevotisku (Recetario de Xilografía Coloreada) son las obras más importantes del arte checo del siglo XX. 
Krvavý Román (La Novela Sangría) publicado en 1924
Mor v Korcule (La Plaga en Korcula) publicado en 1927
Šumava Umírající a Romantická (Šumava moribunda y romántica) publicado en 1931
Receptář Barevnho Dřevotisku (Recetario de Xilografía Coloreada) publicado en 1934
Nejnovější Legatio Mortuorum (Legatio Mortuorun Más Nuevo) publicado en 1936
Kázání ad calendas graecas (Sermón ad calendas graecas) publicado en 1939
Ďáblova odstředivka (Centrifugado del diablo) publicado en 1941
Čertova babička (La abuela del diablo) escrito entre 1940-1948
Moudrost Svobodného Zednářství (Sabiduría de francmasonería) escrito en 1951
Živant a umrlanti (Hombre vivo y cadáveres) escrito en 1956
Čarodejnice z Holešovic neboli Vězeň v bolševickém hradě (Bruja de Holešovice o prisionero en el castillo bolchevique) escrito en 1959
Paměti (Memorias) publicado en 1994
Deníky 1922-1964 (Diarios 1922-1964) publicado en 1998
- Datos: Q368293
- Multimedia: Josef Váchal / Q368293